# John Byron
Pour les articles homonymes, voir Byron.
John Byron, né le 8 novembre 1723 à Nottingham, mort le 10 avril 1786, à Londres est un officier de marine et navigateur britannique.

## Guerres et voyages
Il est le second fils de William Byron (4e baron Byron), et de sa troisième femme, Frances Berkeley.
Il fait un premier voyage dès 1742 avec l'amiral George Anson dans le détroit de Magellan, où son navire, le HMS Wager, fait naufrage (1741) près des îles Chiloé ; il est quelque temps recueilli par les Alakalufs puis prisonnier des Espagnols.
Il participe à la guerre de Sept Ans contre la France puis il exécute de 1764 à 1766 un nouveau voyage avec le titre de commodore, explore les Mers du Sud. Parti de Plymouth le 3 juillet 1764 avec ses navires The Dolphin de 24 canons et le Tamar de 16, il visite les Malouines, franchit le Détroit de Magellan, fait halte dans l'Archipel Juan Fernandez et l'archipel Dangereux, découvre les îles du Désappointement, du roi Georges et donne son nom à une île des îles Gilbert (Kiribati). Il est nommé rear admiral le 31 mars 1775. Il participe à la guerre d'indépendance des États-Unis et assume brièvement le commandement en chef des forces anglaises en Amérique du Nord en 1779. Il est à cette occasion, lourdement battu le 6 juillet 1779 par l'escadre de Charles Henri d'Estaing lors de la bataille de la Grenade, mais parvient à sauver son escadre.
En septembre 1780, il est promu vice-amiral de l’escadre blanche (Vice Admiral of the White) , mais ne reçoit aucune autre affectation avant sa mort.
John Byron est le précurseur de James Cook. Il est le grand-père de Lord Byron et donc l'arrière-grand-père de la mathématicienne Lady Augusta Ada King (plus connue sous le nom d'Ada Lovelace).

### Source
Cet article comprend des extraits du Dictionnaire Bouillet. Il est possible de supprimer cette indication, si le texte reflète le savoir actuel sur ce thème, si les sources sont citées, s'il satisfait aux exigences linguistiques actuelles et s'il ne contient pas de propos qui vont à l'encontre des règles de neutralité de Wikipédia.
- Dictionnaire biographique du Canada : Biographie de John Byron par W.A.B Douglas